# Jenn McAllister
Jennifer Ann „Jenn“ McAllister (* 9. Juli 1996) ist eine US-amerikanische Schauspielerin und Webvideoproduzentin. Unter dem Pseudonym jennxpenn hat sie es auf der Webvideoplattform YouTube zu einem höheren Bekanntheitsgrad gebracht. Außerdem spielte sie in den Serien All Night und Foursome mit.

## Leben
Jennifer Ann „Jenn“ McAllister wurde am 9. Juli 1996 in Bucks County, Pennsylvania geboren. Dort besuchte sie die Council Rock High School South.

### YouTube
Im Alter von nur acht Jahren gründete sie ihren YouTube-Kanal jenn am 8. Oktober 2005. Ihr derzeitiger Hauptkanal jennxpenn folgte am 15. Januar 2009. Im März 2013 unterschrieb sie einen Partnerschaftsvertrag mit dem US-amerikanischen YouTube-Netzwerk AwesomenessTV. Kurz darauf, im Juli 2013 zog sie nach Los Angeles, Kalifornien. Am 30. April 2014 folgten ihrem Kanal eine Million Abonnenten. Infolgedessen veranstaltete sie mit dem Webvideoproduzenten Tyler Ward von Mai bis Juni 2014 eine Tour durch 16 nordamerikanische Städte. Des Weiteren unterschrieb sie einen Partnerschaftsvertrag mit dem YouTube-Netzwerk Fullscreen.
McAllister wurde 2014, 2015 und 2016 bei den Teen Choice Awards in der Kategorie Choice nominiert. Am 25. August 2015 erschien ihre Autobiographie Really Professional Internet Person. Derzeit betreibt sie zwei Kanäle: ihren Hauptkanal jennxpenn mit dem Schwerpunkt auf Comedy und ihren Zweitkanal jenn, auf dem sie hauptsächlich Vlogs hochlädt.

### Schauspielerei
Im Jahr 2015 spielte sie an der Seite von Lauren Elizabeth Luthringshausen im Film Bad Night mit. Der Film wurde von GRB Entertainment produziert. Von 2016 bis 2018 spielte McAllister in der YouTube Red original Serie Foursome als „Andie Fixler“ mit. Für diese Rolle wurde sie mit einem Streamy Award ausgezeichnet.

## Werke
- Really Professional Internet Person; ISBN 978-0-545-86112-0